# Colpoptera brunnea
Colpoptera brunnea är en insektsart som beskrevs av Frederick Arthur Godfrey Muir 1924. Colpoptera brunnea ingår i släktet Colpoptera och familjen sköldstritar. Inga underarter finns listade i Catalogue of Life.